# Pyrausta aurifusalis
Pyrausta aurifusalis là một loài bướm đêm trong họ Crambidae.